# Mustaschblomsterpickare
Mustaschblomsterpickare (Pachyglossa propria) är en fågel i familjen blomsterpickare inom ordningen tättingar.

## Utseende och läte
Mustaschblomsterpickaren är en mycket liten och knubbig tätting. Ovansidan är glansigt svart, undersidan brun. På huvudet syns ett vitaktigt mustaschstreck som gett arten dess namn, undertill kantat av en svart linje. Den har vidare en smal vit fläck på strupen och en vit linje utmed kroppsidan. Honan har brunsvart på hjässan och ovansidan. Bland lätena hörs mjuka "chup" eller hårda "juk!".

## Utbredning och systematik
Fågeln förekommer i södra Filippinerna, i bergsskogar på Mindanao. Den behandlas som monotypisk, det vill säga att den inte delas in i några underarter.

### Släktestillhörighet
Arten placerades tidigare i släktet Dicaeum. DNA-studier visar att den tillhör en klad som står närmare släktet Prionochilus än typarten för Dicaeum.

## Status och hot
Arten har ett stort utbredningsområde, men tros minska i antal, dock inte tillräckligt kraftigt för att den ska betraktas som hotad. Internationella naturvårdsunionen IUCN listar arten som livskraftig (LC).